# الحسن بن أحمد المهلبي
المؤرخ والرحالة المسلم الحسن بن أحمد المهلبي أبو الحسين المتوفي سنة 380 هجرية صاحب كتاب العزيزي في علم المسالك والممالك والذي ألفه لخليفة الفاطمي العزيز بالله ونسبه إلى اسمه.

## أهم مؤلفاته كتاب العزيزي
نسب الباباني الكتاب خطأ ل المعز لدين الله الفاطمي وليس العزيز بالله غير أن حاجي خليفة صاحب كشف الظنون قال فيه "المسالك والممالك المشهور بالعزيزي للحسين ( الصواب الحسن) بن أحمد المهلبي المتوفى سنة 380 هـ، وربما يرجع خطأ حاجي خليفة في تسميته بالحسين بدل الحسن إلى اعتماده على ياقوت الحموي الذي يخطئ أيضاً في الاسم أكثر من مرة ولا نعرف على ماذا اعتمد حاجي خليفة والباباني في تقدير أن وفاة المهلبي كانت في عام 380 هجرية 990 م.
تيسير خلف :الكتاب العزيزيhttp://www.alwaraq.net/Core/dg/dg_topic?ID=1062